# يانيس فيليبياكس
يانيس برناباس إيمانويل فيليبياكس (بالإنجليزية:Yannis Barnabas Emanuel Philippakis) (ولد في 23 أبريل 1986، اوليمبوس، اليونان) هو مغني وكاتب أغاني وعازف جيتار يوناني المولد. وهو عضو مؤسس والمغني الرئيسي لفرقة موسيقى الروك البريطانية فولز، التي أصدر معها سبعة ألبومات استوديو منذ تأسيسها في عام 2005.
يانيس فيليبياكس هو المؤسس لمجموعة فولز الموسيقية وهو رئيس طاقم الفرقة من العازفين والدرامرز والملحنين من خلف الكواليس حيث هو من اعد وخطط لأعضاء الفرقة منذ عام 2004 إلى أن تم إعلان تكوينها رسمياً في 2005.

## حياته الشخصية
ولد لأب يوناني وأم يهودية من جنوب إفريقيا، عاش فيليباكيس في اليونان حتى بلغ 4 سنوات عندما انتقلت عائلته إلى جنوب إفريقيا. وبعد أن عاش هناك لمدة عام، انفصل والديه. كان فيليباكيس يزور والده كل صيف في أوليمبوس في جزيرة كارباثوس اليونانية. لعب والده دورًا مهمًا في حياته فيما يتعلق بالموسيقى، حيث علمه الأغاني اليونانية التقليدية. حيث نشأ فيليباكيس على الديانة الأرثوذكسية اليونانية.

## التعاون
تعاونت مجموعة فولز الموسيقية مع سولمون (موسيقي)
في إنتاج الإيقاع لأغنية«Late Night».